# Сан-Джорджо-ла-Молара
Сан-Джорджо-ла-Молара (італ. San Giorgio la Molara) — муніципалітет в Італії, у регіоні Кампанія,  провінція Беневенто.
Сан-Джорджо-ла-Молара розташований на відстані близько 220 км на схід від Рима, 75 км на північний схід від Неаполя, 19 км на північний схід від Беневенто.
Населення — 3005 осіб (2014).
Щорічний фестиваль відбувається 23 квітня. Покровитель — святий Юрій.

## Демографія
Населення за роками:

Станом на 1 січня 2023 року в муніципалітеті офіційно проживало 60 іноземців з 14 країн, серед них 19 громадян країн Євросоюзу та 2 громадяни України.

## Сусідні муніципалітети
- Буональберго
- Казальборе
- Фояно-ді-Валь-Форторе
- Джинестра-дельї-Ск'явоні
- Молінара
- Монтефальконе-ді-Валь-Форторе
- Падулі
- Паго-Веяно
- Сан-Марко-дей-Кавоті